# Tang Fei
Tang Fei (kitajsko 唐飛), tajvanski general, * 15. marec 1932.
Tang Fei je bil načelnik Združenega štaba Oboroženih sil Republike Kitajske (1998-1999), minister za obrambo Republike Kitajske (1999-2000) in predsednik vlade Republike Kitajske (2000).